# Microdon schultzei
Microdon schultzei är en tvåvingeart som först beskrevs av Heinrich Rudolf Simroth 1907.  Microdon schultzei ingår i släktet myrblomflugor, och familjen blomflugor. Inga underarter finns listade i Catalogue of Life.